# UX Arietis
UX Arietis är en trippelstjärna belägen i den norra delen av stjärnbilden Väduren. Den har en högsta skenbar magnitud av ca 6,35 och är intermittent mycket svagt synlig för blotta ögat där ljusföroreningar ej förekommer. Baserat på parallax enligt Gaia Data Release 3 på ca 19,78 mas beräknas den befinna sig på ett avstånd av ca 165 ljusår (ca 50,5 parsec) från solen. Den rör sig bort från solen med en heliocentrisk radialhastighet av ca 27 km/s.

## Observation
År 1972 upptäckte Robert E. Montle och Douglas S. Hall att stjärnans ljusstyrka varierar. Den fick 1973 dess variabelbeteckning. Primärastjärnan Aa, är den variabla stjärnan, av typen RS Canum Venaticorum. Stjärnans variation tros bero på en kombination av svala stjärnfläckar och varma utbrott, ställda mot baslinjens vilande temperatur i stjärnatmosfären. Variabiliteten förefaller vara cyklisk med en period på 8−9 år.
En mer avlägsen följeslagare, komponent C, delar en gemensam egenrörelse och är på samma avstånd. Det är en annan kall dvärgstjärna med en uppskattad spektralklass på K2. Beräknad omloppsperiod är över 100 000 år.

## Egenskaper
Primärstjärnan UX Arietis Aa är en orange till gul underjättestjärna av spektralklass G5 IV. Den har en massa av ca 1,3 solmassa, en radie av ca 1,6 solradie och utsänder energi från dess fotosfär motsvarande ca  9 gånger solen vid en effektiv temperatur av ca 4 600
Följeslagaren, UX Arietis Ab har en massa av ca 1,15 solmassa och en radie av ca 1,6 solradie och utsänder energi från dess fotosfär motsvarande ca 2,3 gånger solen vid en effektiv temperatur av ca 5 700 K.
En yttre följeslagare, UX Arietis B, har en massa av ca 0,75 solmassa och en radie av ca 0,8 solradie och utsänder energi från dess fotosfär motsvarande ca 0,38 gånger solen vid en effektiv temperatur av ca  4 900 K.
Följeslagaren i den centrala dubbelstjärnan cirkulerar kring primärstjärnan med en omloppsperiod av ca 6,438 dygn i en cirkulär bana med en halv storaxel av ca 1,75 mas. Den yttre följeslagaren cirkulerar kring den centrala dubbelstjärnan med en omloppsperiod av ca 111 år i en bana med en halv storaxel av ca 648 mas och en excentricitet på 0,77.